# Mademoiselle Palmer et son psychiatre
Pour plus de détails, voir Fiche technique et Distribution.
Mademoiselle Palmer et son psychiatre (titre original : Lady in a Jam) est un film américain réalisé par Gregory La Cava, sorti en 1942.

## Fiche technique
- Titre original : Lady in a Jam
- Réalisation : Gregory La Cava
- Scénario : Eugene Thackrey, Francis M. Cockrell et Otho Lovering
- Production : Gregory La Cava
- Société de production et de distribution : Universal Pictures
- Musique : Frank Skinner
- Photographie : Hal Mohr
- Montage : Russell F. Schoengarth
- Direction artistique : Jack Otterson
- Décors : Russell A. Gausman
- Costumes : Bernard Newman
- Pays d'origine : États-Unis
- Langue : anglais
- Format : Noir et blanc - 35 mm - 1,37:1 - Mono (Western Electric Mirrophonic Recording)
- Genre : Comédie romantique
- Durée : 78 minutes
- Date de sortie :
  - États-Unis : 19 juin 1942

## Distribution
- Irene Dunne : Jane Palmer
- Patric Knowles : Docteur Enright
- Ralph Bellamy : Stanley Gardner
- Eugene Pallette : M. John Billingsley
- Samuel S. Hinds : Docteur Brewster
- Queenie Vassar : Cactus Kate
- Jane Garland : Strawberry
- Edward McWade : Ground-Hog
- Robert Homans : Faro Bill
- Russell Hicks : Carter
- Hardie Albright : Milton
- Isabel La Mal : Josephine
- Edward Gargan : Shérif-adjoint